# L'impero dei gangster
L'impero dei gangster (Hoodlum Empire) è un film del 1952 diretto da Joseph Kane.
È un film poliziesco a sfondo drammatico e noir statunitense con Brian Donlevy, Claire Trevor e Forrest Tucker. Il film racconta le indagini della commissione speciale del Senato, creata dal senatore Estes Kefauver nel 1951, sulla criminalità organizzata.

## Trama
Joe Gray, reduce di guerra, decide di affrancarsi dalla precedente vita criminosa nella gang capeggiata dallo zio Nick Mancani, sposa la donna che al fronte gli ha salvato la vita e intraprende un’attività con alcuni commilitoni. Ma quando gli uccidono un amico rimasto cieco in battaglia, abbandona ogni riguardo verso il suo ignobile parente e ne denuncia le attività illegali di fronte alla commissione governativa presieduta da Bill Stephens, un suo superiore diventato senatore.
Basato sui rapporti della Commissione Speciale Investigativa sul crimine organizzato costituita nel dopoguerra negli Stati Uniti, questo film del 1952 ha uno stile documentaristico efficace e stringente e può contare su un ottimo cast di interpreti (fra i quali anche la sempre brava Claire Trevor).

## Produzione
Il film, diretto da Joseph Kane su una sceneggiatura di Robert Considine e Bruce Manning e un soggetto dello stesso Considine, fu prodotto da Kane, come produttore associato, per la Republic Pictures e girato nei Republic Studios a Hollywood, Los Angeles, California, dal 17 settembre a metà ottobre 1951.

## Distribuzione
Il film fu distribuito con il titolo Hoodlum Empire negli Stati Uniti dal 15 aprile 1952 (première a New York il 5 marzo) al cinema dalla Republic Pictures.
Altre distribuzioni:
- in Francia il 25 luglio 1952 (Au royaume des crapules)
- in Giappone il 10 settembre 1952
- in Australia il 18 settembre 1952
- in Svezia il 13 ottobre 1952 (Gangsterland)
- in Danimarca l'8 giugno 1953 (Gangsternes sidste kup)
- in Portogallo il 19 febbraio 1954 (Violência)
- in Germania Ovest il 9 marzo 195 (Mörder Syndikat San Francisco)
- in Belgio (Au royaume des crapules)
- in Belgio (Dievenwereld)
- in Brasile (Império dos Malvados)
- in Grecia (Arhontes tou eglimatos)
- in Italia (L'impero dei gangster)

## Critica
Secondo il Morandini è un "solido e impersonale film" di taglio semidocumentaristico con un ottimo cast.

## Promozione
Le tagline sono:
- Nation's Billion Dollar Racket Exposed!
- Vicious Killers Who Do the Murders and Run the Rotten Rackets!